# Avenue Pierre-Larousse
L’avenue Pierre-Larousse est une voie de communication de Malakoff. Elle suit la tracé de la route départementale 61E.

## Situation et accès
L'avenue Pierre-Larousse est accessible par le boulevard périphérique de Paris.
Orientée du nord-ouest au sud-est, elle croise notamment la rue de la Tour, le carrefour de la rue Béranger et de la rue Victor-Hugo, puis, plus loin, la rue Chauvelot.

## Origine du nom

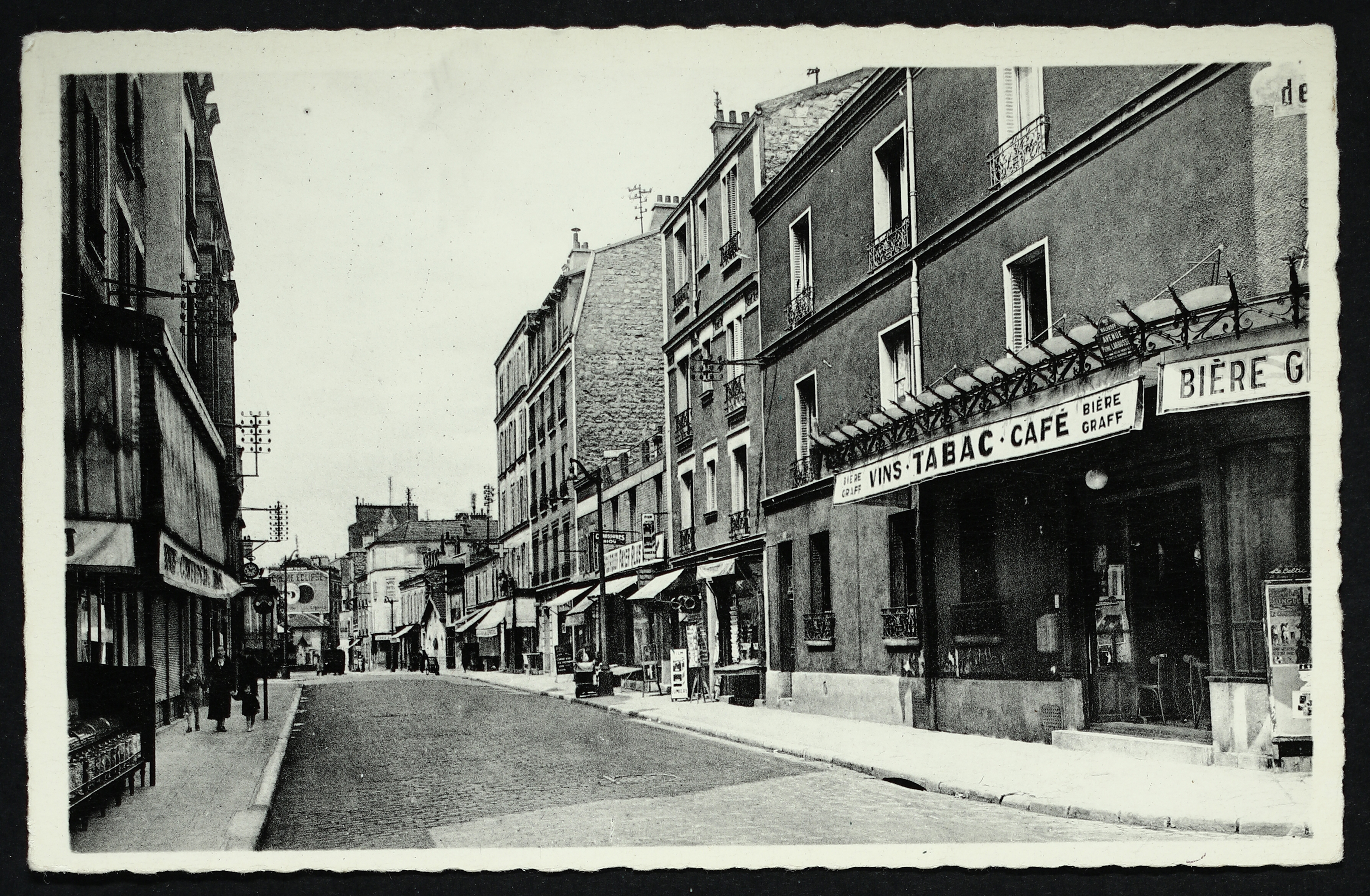
Malakoff - Avenue Pierre-Larousse.

Par délibération du 20 novembre 1882, le conseil municipal « considérant que la commune de Vanves doit s'honorer d'avoir compté parmi ses habitants le regretté et illustre Pierre Larousse », cette avenue est nommée en hommage à Pierre Larousse (1817-1875), pédagogue, encyclopédiste, lexicographe et éditeur français.

## Historique
La Carte des Chasses du Roi indique que cette voie de communication s'appelait autrefois route du Rideau. Elle fut ensuite appelée rue de Beauvais.
Le nom Pierre Larousse lui a été donné lors du conseil municipal du 20 novembre 1882. Pierre Larousse habitait avec son épouse la ville « Chantemerle », au no 28, acquise en 1843. Sa demeure a été vendue à la Ville le 27 mai 1922.
Elle s'étendait autrefois jusqu'à l'avenue Pierre-Brossolette (autrefois route de Châtillon). La partie au sud du boulevard Gabriel-Péri (anciennement route de Montrouge) a été renommée avenue du 12-Février-1934.
Elle fait partie des voies de la banlieue parisienne pénétrant dans Paris, représentées en 1971 par Eustachy Kossakowski dans une série photographique intitulée 6 mètres avant Paris.

## Bâtiments remarquables et lieux de mémoire

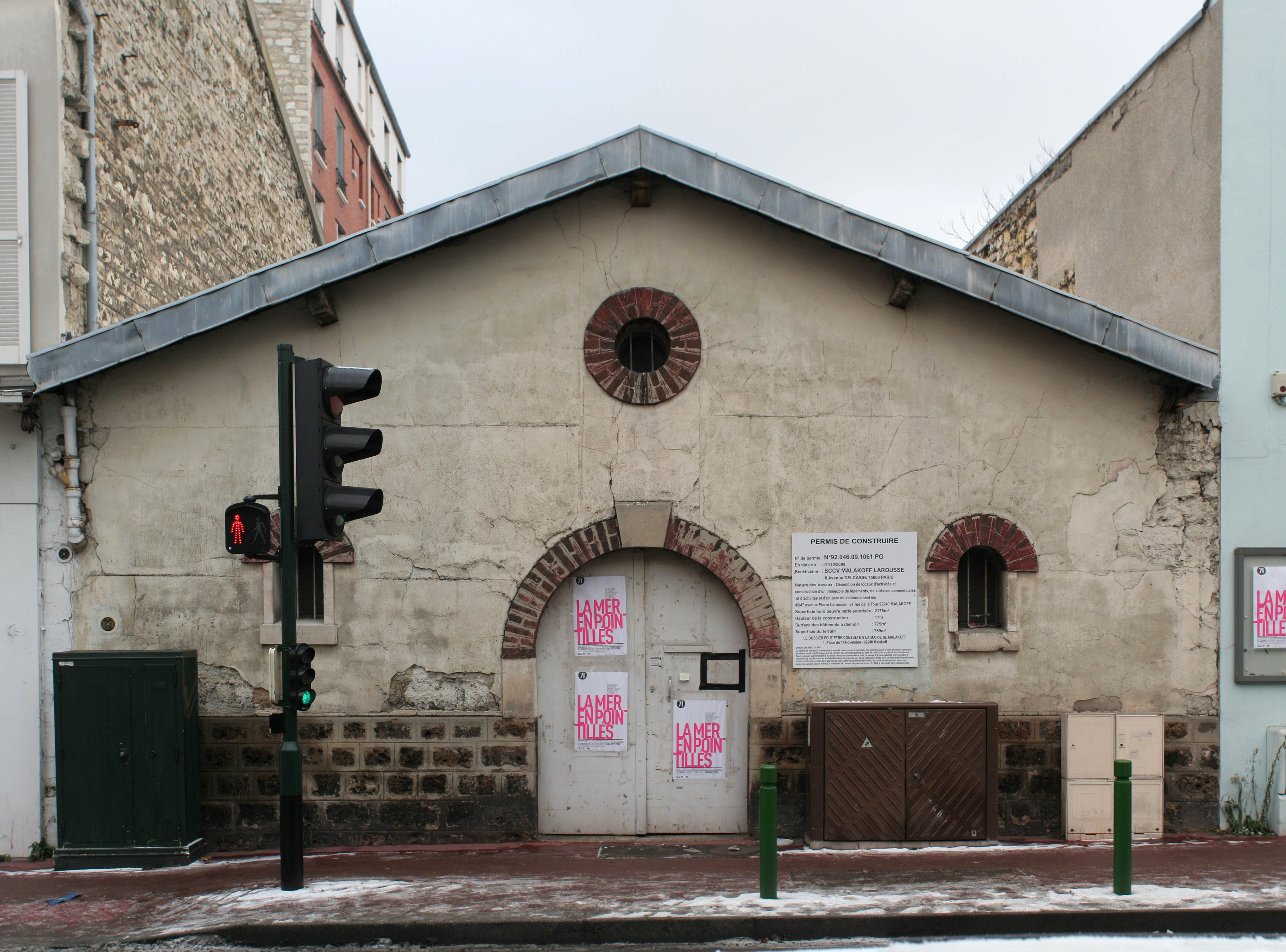
Malakoff, avenue Pierre-Larousse.

- Église Notre-Dame de Malakoff, édifiée en 1862[8].
- Institut national de la statistique et des études économiques, dans des bâtiments construits en 1974 par Serge Lana et Denis Honegger[9].
- Unité de formation et de recherche de droit de l'université Paris Descartes[10], dans des locaux autrefois occupés par l'École supérieure d'électricité.
- Au numéro 54, un immeuble inscrit à l'inventaire, sous la référence IA00075743[11].
- Une partie de l'avenue passe au-dessus de carrières souterraines[12].